# Martin-Gropius-Bau

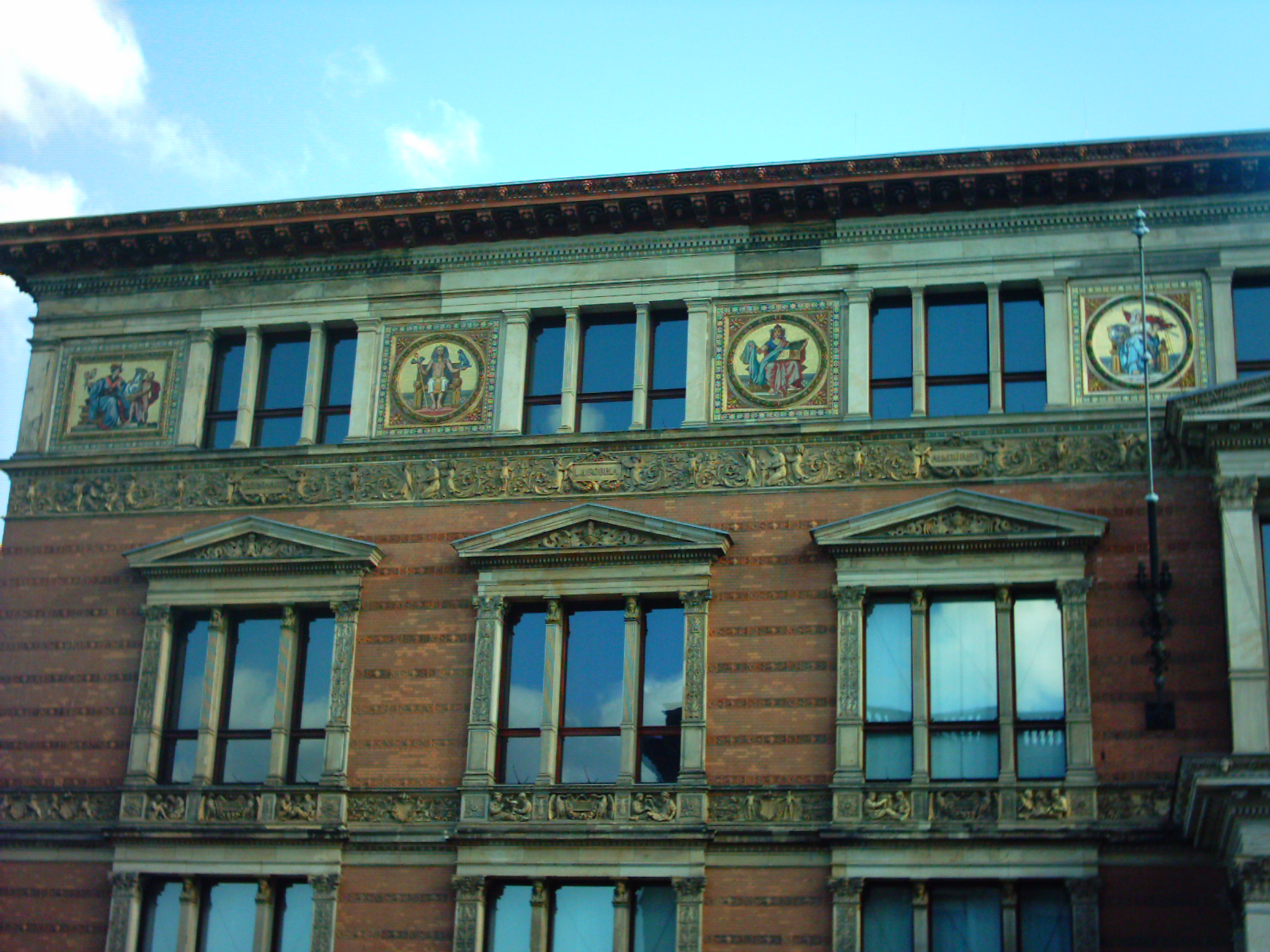
Voorgevel van de Martin-Gropius-Bau (2005)

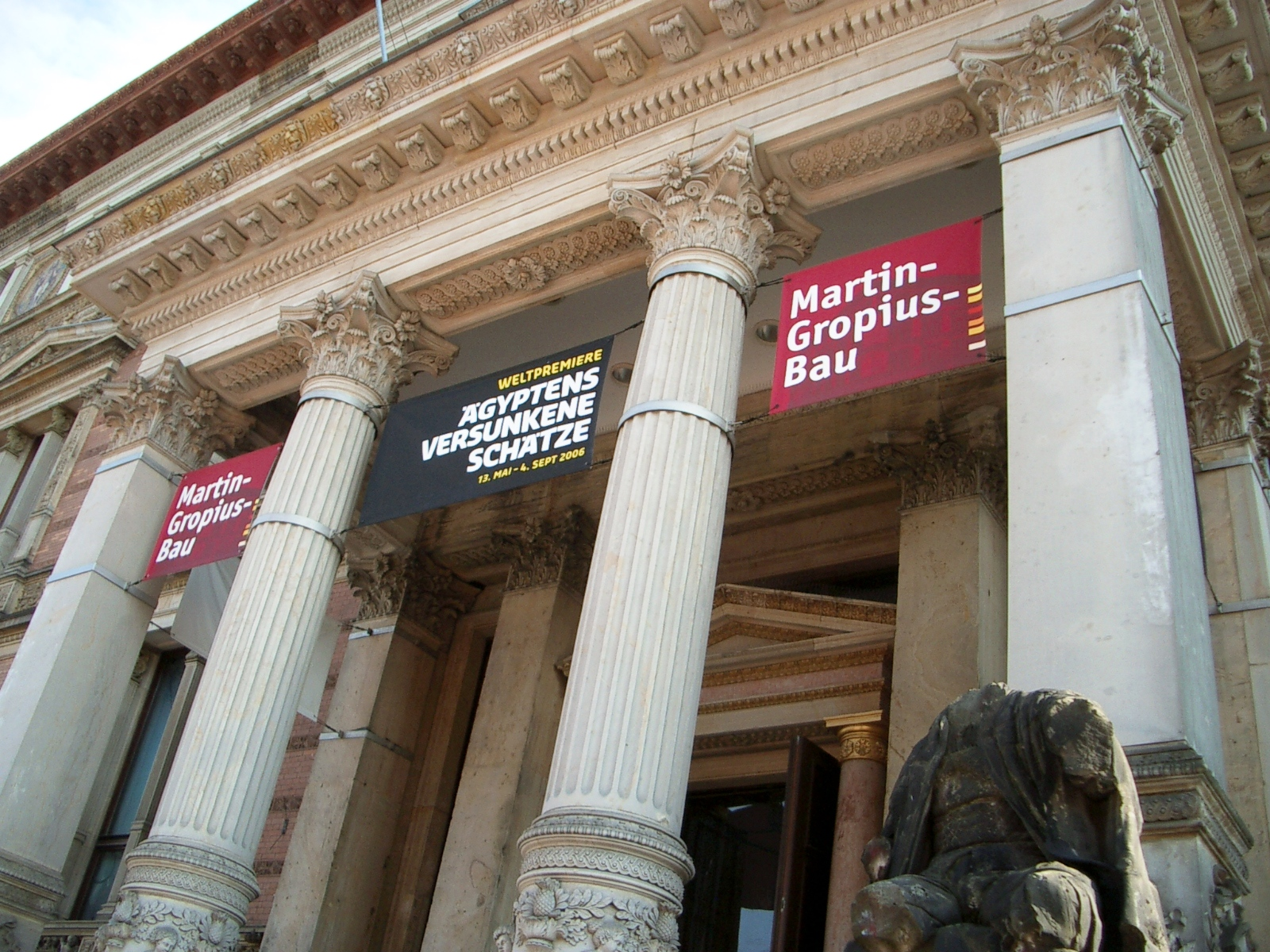
Ingang van de Martin-Gropius-Bau (2006)

De Martin-Gropius-Bau, voorheen onder andere in gebruik als museum voor toegepaste kunst, is een tentoonstellingsgebouw/kunsthalle aan de Niederkirchnerstraße 7 in Berlin-Kreuzberg.
Het gebouw is bedoeld voor grote exposities met een tijdelijk karakter. Tot 1990 lag het gebouw direct aan de Berlijnse Muur, aan de sectorgrensovergang naar het district Berlin-Mitte. Naast het hoofdadres van de Berliner Festspiele, het Haus der Berliner Festspiele, wordt de Martin-Gropius-Bau sinds 1981 ieder najaar gebruikt voor tentoonstellingen in het kader van de Festspiele.

## Geschiedenis
Het gebouw werd van 1877 tot 1881 onder leiding van de architecten Martin Gropius (oudoom van Walter Gropius) en Heino Schmieden in de stijl van de Italiaanse renaissance gebouwd. 
Het gebouw was bedoeld voor het Kunstgewerbemuseum, maar werd na de Eerste Wereldoorlog de vestigingsplaats voor het Museum für Vor- und Frühgeschichte en het Museum für Asiatische Kunst. Het museum voor toegepaste kunst verhuisde naar het Berliner Stadtschloss (dat in 1945 compleet uitbrandde). 
In de laatste weken van de Tweede Wereldoorlog werd het gebouw ernstig door bommen beschadigd. Op initiatief van Walter Gropius kreeg het gebouw in 1966 de monumentstatus. De zorgvuldige wederopbouw begon in 1978 onder leiding van de architecten Winnetou Kampmann en Ute Weström. Al tijdens de bouwwerkzaamheden werd het gebouw in 1981 ingewijd met een Karl Friedrich Schinkel-tentoonstelling. Na de voltooiing werd het gebouw omgedoopt in Martin-Gropius-Bau.
Van 1998 tot 1999 werd een grote renovatie uitgevoerd. Ter gelegenheid van vijftig jaar Bondsrepubliek Duitsland werd bij de heropening in 1999 een tentoonstelling, de 50-Jährigen Geschichte der Bundesrepublik Deutschland, gepresenteerd.

## Exposities
Belangrijke exposities waren, naast de heropeningstentoonstelling van 1999, onder andere: de Preußenausstellung in 1981, Zeitgeist in 1982, Schauen zur Internationalen Bauausstellung in 1984, 750-Jahr-Feier der Stadt Berlin in 1987, Berlin-Moskau / Moskau-Berlin in 2003/2004, alsmede de twee internationale kunsttentoonstellingen van 1982 en 1991.
Ten slotte nog Rundlederwelten in het kader van de Wereldkampioenschappen Voetbal 2006 en Ägyptens versunkene Schätze (13 mei tot 4 september 2006) met 450.000 bezoekers.